# George Granville
George Granville (9 mars 1666 – 29 janvier 1735, Hanover Square, Londres), 1er baron Lansdown (Lansdowne), fut un poète, écrivain et homme politique britannique.

## Biographie
Fils de sir Bernard Granville (1631-1698), colonel de l'armée britannique et royaliste et de Ann Morley. Il est également le neveu de John Granville, 1er comte de Bath.
Après une éducation en France, il étudie la littérature à Trinity college de l'Université de Cambridge (1677). Il obtient son Master of Art en 1680 et se consacre à la poésie et le théâtre.
Fervent soutien de la famille des Stuarts, il prend les armes à deux reprises, pour soutenir la rébellion du duc de Monmouth, fils naturel de Charles II d'Angleterre, et lors de la Seconde révolution anglaise.
En 1702, il est élu membre du Parlement à la Chambre des Communes pour le comté de Fowey en Cornwall, jusqu'en 1710, date à laquelle il est nommé Secrétaire d'État à la Guerre en remplacement de Robert Walpole.
L'année d'après, il rentre à la Chambre des Lords, comme baron Lansdown, après le décès sans postérité de son petit-neveu, William-Henry Granville, 3e comte de Bath. Il obtient alors la charge de Contrôleur et Trésorier de la Maison de la reine Anne Ire (1711).
À l'avènement de Hanovre, il soutient le parti Jacobite d'Ormonde et Bolingbroke. Il est alors suspecté de participer au coup d'État contre George Ier. Il est alors emprisonné à la Tour de Londres de septembre 1715 à avril 1716. Il s'exile alors en France durant quelques années, où il compose de nombreux poèmes, dont un recueil de ses œuvres qu'il présente à la reine Caroline et à la princesse Ann à son retour en 1732. 
Il aura ainsi composé plusieurs centaines de poèmes et 6 pièces de théâtre dramatique.